# 隈取

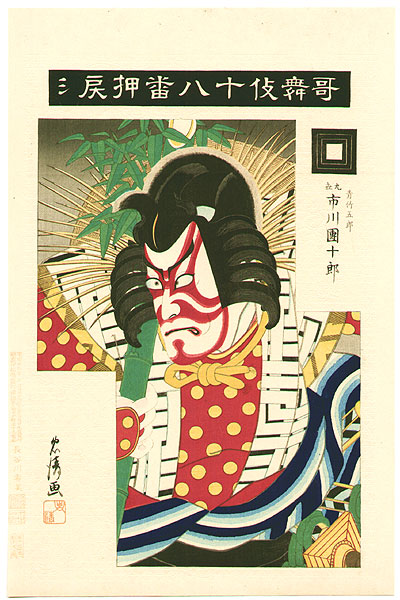
歌舞伎十八番押戻1896年5月。市川團十郎 (9代目)

隈取（くまどり）とは、歌舞伎独特の化粧法のことである。初代市川團十郎が、坂田金時の息子である英雄坂田金平役の初舞台で、紅と墨を用いて化粧したことが始まりと言われる。芝居小屋などにおいて、遠くの観客が役者の表情を見やすくする効果がある。なお、隈取は「描く」ではなく「取る」と表現される。

## 隈取の意味
隈取は初代團十郎が人形浄瑠璃の人形のかしらにヒントを得て創作したものといわれ、顔の血管や筋肉を誇張するために描かれたもので、役柄により、施される色や形状が異なる。
隈取の色は役柄によっておおむね決まっている。「赤色（紅色）」は荒事の基本である勇気・正義・強さをもった役に使われ、「藍色」は、スケールの大きな敵役に使用され、「茶色」は鬼や妖怪といった人間以外の不気味な役に使われる。隈取の筋は指でぼかして仕上げる。
隈取りの形状は、以下の形状と役柄が有名である。
- むきみ隈[2]

若々しく色気があり正義感にあふれた役に用いる紅隈。簡素な形が貝のむいた身に似ていることから、この名が付いた。『菅原伝授手習鑑』「車引の場」の桜丸、『助六由縁江戸桜』の助六、『寿曽我対面』の曽我五郎などが有名。
- 一本隈[2]

力強くて頼りになるが、やんちゃな暴れん坊役に用いる紅隈。縦に一本の隈を取ることから、この名が付いた。あごの下にも、二重あごを示す隈を取る。『菅原伝授手習鑑』「賀の祝」の梅王丸、『国性爺合戦』「千里ヶ竹の場・楼門の場」の和藤内などが有名。
- 二本隈[2]

落ち着きがあり、堂々として力強い大人の役に用いる紅隈。二本の隈を跳ね上げるように取ることから、この名が付いた。あごに青で髭を描き、目尻や唇の内側へは墨を入れる。『菅原伝授手習鑑』「車引の場」の松王丸、『鳴神』の鳴神上人などが有名。
- 筋隈[2]

激しい怒りに満ちた、超人的な力を持つ勇者の役に用いる紅隈。いくつもの紅の筋を跳ね上げるように隈を取ることから、この名が付いた。あごに三角形の紅を描き、口角へは墨を入れる。『菅原伝授手習鑑』「車引の場」の梅王丸、『暫』の鎌倉権五郎、『押戻』『矢の根』の曽我五郎などが有名。
- 景清の隈[2]

武勇に優れた勇者だが、敵に捕らえられて閉じ込められ、青白くやつれてしまった役に用いる隈。特によく使われる「景清」という役から、この名が付いた。白い地色に、顔の上半分は筋隈と同じ形の紅隈ですが、下半分は藍で取るところから、半隈とも呼ばれる。『景清』の景清が有名。
- 公家荒[2]

高い身分を持ち、国を転覆させようとするような大悪人の役に用いる藍隈。冷たく不気味な印象を与える。眉を際立たせたり、額に位星という丸い形を墨で入れたりする。『菅原伝授手習鑑』の藤原時平、『暫』の清原武衡などが有名。
- 赤っ面[2]

大悪人の家来や手下で、考えの浅い乱暴者の役に用いる隈。地色を白ではなく赤で塗るところから、この名が付いた。紅でむきみ隈を取り、あごの下にも紅で隈を取る。『暫』「腹出し」、『義経千本桜』「川連法眼館の場」の亀井六郎、『菅原伝授手習鑑』「車引」の杉王丸が有名。
- 茶隈[2]

人間がこの世のものではない、妖怪や精霊、悪霊などへ変身する役に用いる茶隈。土蜘蛛の場合は、やや茶色がかった白地に、付け眉毛をし、口元は大きく裂けたように描くことで、不気味な印象を強める。『土蜘』の土蜘の精、『茨木』の茨木童子が有名。
- 猿隈[2]

豪快な武士なのに、滑稽でおかしみのある役に用いる隈。動物や植物をかたどった「戯隈」（＝ふざけた隈取）の一つである。眉は「なすび眉」と呼ばれる八の字形である。『寿曽我対面』の小林朝比奈が有名。
- 鯰隈[2]

悪人なのに間抜けな、観客を笑わせる役に用いる隈。「景清の隈」と同じように、上半分が紅隈、下半分が藍隈という組み合わせとなっている。「戯隈」の一つで、口の周りの鯰のような髭から、この名が付いた。『暫』の鹿島入道（通称：鯰坊主）が有名。
以上のように大体の型はあるものの、隈取は役者が自分で書き入れるものなので、一人一人仕上がりが違う。歌舞伎の贔屓の中には、楽屋に絹本を持ち込んで役者に隈取を写し取ってもらったものを蒐集する者もいる。
また、中国古典劇の京劇にも臉譜（れんぷ）と呼ばれる独特の隈取があり、役柄によって書法・種類・色・図案を替えるなど、歌舞伎の隈取との共通点が見られる。

## 隈取の発展
初代市川團十郎が坂田金平を主人公にした人形浄瑠璃の台本を舞台用にしたものを上演する際、人形からヒントを得て、紅と墨で描いたのが最初の隈取だった。この時点での隈取は、派手な荒っぽいものであったと考えられる。
隈取の特徴である「ぼかし」の技法は、二代目市川團十郎が牡丹の花を観察して考案したものと言われ、以後の隈取はより一層洗練されていくことになる。
江戸の荒事の中で隈取が発展する際に参考となったのが、仁王像などに代表される仏像の誇張された筋肉表現と能面の洗練された表情の表現だった。
一方、上方の和事を中心とした凝った筋書きの芝居の影響によって、隈取も荒々しいだけでなく色気を意識するようになる。歌舞伎の色男の代表格『助六』の主人公で「むきみ」の隈取も色っぽい花川戸助六は、現在こそ威勢のいい江戸男として知られるが、もともと上方歌舞伎で創成された役どころである。
今日伝わる隈取の多くは九代目市川團十郎の門弟・ 三代目市川新十郎により残された。古今東西多くの隈取を熟知していた新十郎は、太田雅光の協力で研究書『歌舞伎隈取』を著した。その弟子の中村秀十郎は、臨終時の新十郎の顔に隈が浮かび現れ、いくら洗っても消えなかったと述懐している。
スポーツ用品メーカーアシックスが、陸上競技用ブランドGONAのシューズをはじめ、野球のバッティンググローブ、オニツカタイガーのシューズ、アパレルなどにデザインとして採用していた時期がある。一方で、隈取の意匠を正しく理解しないデザインも流布しており、松竹は「日本が誇る「歌舞伎」の本来のイメージや価値が必ずしも正しく認知されていない現状を懸念しております」「「標準的」な隈取を追求し、基準とする立体見本と、これに基づく隈取図案を製作、保有し、普及をはかっています」としている。松竹では「隈取り模様」の商標を登録している。